# إلياس هاو
إلياس هاو (بالإنجليزية: Elias Howe) (1819 – 1867) هو أمريكي اخترع آلة الخياطة، وولد في سبينسر في ماساتشوستس في 9 يوليو 1819. أمضى أولى سنوات حياته في مزرعة أبيه الذي عمل مزارعا وطحانا، وساعده في عمله وكان يدرس في أشهر الشتاء. في عام 1835 دخل جمعية مصنعي آلات القطن في في لوويل، ماساتشوستس حيث تعلم صنع الآلات، وكان يجني خمسين سنتا في اليوم، ولكن الأزمة الاقتصادية عام 1837 جعلته عاطلا عن العمل.
عمل لاحقا في محل آلات في كامبريدج، ماساتشوستس يملكه حرفي من بوسطن يدعى أري ديفس، حيث واتته فكرة صنع آلة الخياطة، وأمضى خمس سنوات وهو يطور الآلة في أوقات فراغه. أكمل الآلة في مايو 1845، ولكن لم يستطع نشرها لولا مساعدة زميله جورج فيشر بالمال، الذي شكل شراكة معه لاحقا، وفي 10 سبتمبر 1846 تم منحه براءة اختراع لآلة الخياطة العملية؛ لكن حرفيي بوسطن لم يكونوا راغبين في استخدام هذه الآلة بسبب المعارضة للآلات التي تستغني عن العمال، وأجبرته البطالة على العمل بعدها لوقت قصير في سكة الحديد حتى تدهورت صحته. وأمضى هاو السنتين التاليتين (1847 – 1849) في لندن، حيث وظفه صانع مشدات بطن يدعى وليام توماس، والذي باع له حقوق الصنع في إنكلترا بمبلغ 250 جنيه استرليني، وعاد إلى موطنه وهو يعمل كبحار.
نجح هاو في تقديم اختراعه بعد سنوات من اليأس والإحباط، ثم ظهرت عمليات تقليد أخرى في فترة غيابه وانتهكت براءة اختراعه، وأبرزها اختراع إسحق سنجر (1811 – 1875) الذي نجح بتسويق آلته التي استعملت على نطاق واسع. تمكن هاو من إثبات حقه بعد رفعه لدعوة قضائية في عام 1854، وارتفع إيراده من 300 دولار في السنة إلى 200,000 دولار في السنة. وفي زمن انتهاء مدة براءة الاختراع (1867) جمع مبلغا يتجاوز المليوني دولار من اختراعه. في عام 1863 أنشأ شركة وكان الرئيس عليها، وأنشأ مصنعا لآلات الخياطة في بريدجبورت، كونكتيكت.
دخل هاو الحرب الأهلية أولا كمجند في فوج كونكتيكت السابع عشر، وظل يقاتل في الحرب حتى أجبرته صحته المتدهورة على ترك ميادين القتال، وقام بتقديم المال للحكومة عندما طلبت منه الدعم. تلقى هاو العديد من الميداليات، ومنها الميدالية الذهبية في المعرض الدولي الذي أقيم في باريس عام 1867، حيث منح أيضا وسام جوقة الشرف. ومات هاو في بروكلين في نيويورك في 3 أكتوبر 1867.

## قراءات أخرى
- تاريخ ماكينة الخياطة وإلياس هاو الابن المخترع History of the Sewing Machine and of Elias Howe, Jr., the Inventor بقلم فيليب هيوبرت الابن (دترويت، 1867)